# Lista de bispos de Viana do Castelo
Nesta lista constam os Bispos Diocesanos da Diocese de Viana do Castelo, criada em 1977.

## Lista de Bispos
| Nº | Retrato | Prelado                                                     | Mandato                                         | EP      | Observações                                                                 | Brasão |
| -- | ------- | ----------------------------------------------------------- | ----------------------------------------------- | ------- | --------------------------------------------------------------------------- | ------ |
| 1  |         | D. Júlio Tavares Rebimbas 1922–2010 († 88)                  | 3 de novembro de 1977 - 12 de fevereiro de 1982 | 10 anos | Antes Bispo do Algarve, Nomeado Bispo do Porto                              |        |
| 2  |         | D. Armindo Lopes Coelho 1931–2010 († 78)                    | 1982 - 1997                                     | 15 anos | Antes Bispo Titular de Elvas, Nomeado Bispo do Porto                        |        |
| 3  |         | D. José Augusto Martins Fernandes Pedreira 1935–2010 († 85) | 29 de outubro de 1997 - 2010                    | 13 anos | Antes Bispo Titular de Elvas                                                |        |
| 4  |         | D. Anacleto Cordeiro Gonçalves de Oliveira 1946–2020 († 74) | 15 de agosto de 2010 - 18 de setembro de 2020   | 10 anos | Antes Bispo Titular de Águas Flávias                                        |        |
| 5  |         | D.João Evangelista Pimentel Lavrador 1956 (69 anos)         | 21 de setembro de 2021 - atual                  | 3 anos  | Antes Bispo Titular de Luperciana, Bispo Auxiliar do Porto e Bispo de Angra |        |